# فرانك كورنر
فرانك كورنر (بالإنجليزية: Frank Corner)‏ هو دبلوماسي نيوزيلندي، ولد في 17 مايو 1920، وتوفي في 27 أغسطس 2014 في Karori ‏ في نيوزيلندا.